# اوستروژنا
اوستروژنا (به چکی: Ostružná) یک منطقهٔ مسکونی در جمهوری چک است که در ناحیه یسنیک واقع شده‌است. اوستروژنا ۲۵٫۰۸ کیلومتر مربع مساحت و ۱۷۰ نفر جمعیت دارد و ۳۸۴ متر بالاتر از سطح دریا واقع شده‌است.